# Liste der Naturdenkmale in Bad Hersfeld
Die Liste der Naturdenkmale in Bad Hersfeld nennt die im Gebiet der Stadt Bad Hersfeld im Landkreis Hersfeld-Rotenburg in Hessen gelegenen Naturdenkmale.

## Naturdenkmale
| Bild | Bezeichnung                          | Ortsteil, Lage                               | Beschreibung             | Art         | Nr.     |
| ---- | ------------------------------------ | -------------------------------------------- | ------------------------ | ----------- | ------- |
| BW   | Stieleiche (Quercus robur)           | Asbach 50° 50′ 11,1″ N, 9° 39′ 17,1″ O       | Eine Eiche               | Stieleiche  | 3632051 |
| BW   | Stieleiche (Quercus robur)           | Beiershausen 50° 49′ 19,6″ N, 9° 39′ 5,9″ O  | Eine Eiche               | Stieleiche  | 3632052 |
| BW   | Buche (Fagus sylvatica)              | Bad Hersfeld 50° 52′ 44,4″ N, 9° 43′ 39,8″ O | Eine Buche (Zwiesel)     | Rotbuche    | 3632053 |
| BW   | Tulpenbaum (Liriodendron tulipifera) | Bad Hersfeld 50° 51′ 49″ N, 9° 41′ 30,4″ O   | Tulpenbaum               | Tulpenbaum  | 3632054 |
| BW   | Sommerlinde (Tilia platyphyllos)     | Bad Hersfeld 50° 52′ 44,9″ N, 9° 41′ 30,3″ O | Eine Sommerlinde         | Sommerlinde | 3632055 |
| BW   | Sommerlinde (Tilia platyphyllos)     | Bad Hersfeld 50° 52′ 44,9″ N, 9° 41′ 30,3″ O | Eine Sommerlinde         | Sommerlinde | 3632055 |
| BW   | Linde (Tilia)                        | Petersberg 50° 51′ 39,9″ N, 9° 45′ 3,7″ O    | Eine Linde (Kehreslinde) | Linde       | 3632058 |
| BW   | Das kleine Seeloch                   | Sorga 50° 52′ 30,7″ N, 9° 44′ 17,6″ O        | Das kleine Seeloch       | Erdfall     | 3632059 |
| BW   | Das Seeloch                          | Kathus 50° 53′ 8,5″ N, 9° 47′ 2,5″ O         | Das Seeloch              | Erdfall     | 3632060 |
| BW   | Zwei Stieleichen (Quercus robur)     | Johannesberg 50° 50′ 25,9″ N, 9° 41′ 50″ O   | Zwei Eichen              | Stieleiche  | 6632061 |
| BW   | Buche (Fagus sylvatica f. purpurea)  | Bad Hersfeld 50° 51′ 56,6″ N, 9° 42′ 31,7″ O | Eine Buche (Blutbuche)   | Blutbuche   | 3632063 |
| BW   | Stieleiche (Quercus robur)           | Bad Hersfeld 50° 53′ 1,8″ N, 9° 43′ 2,4″ O   | Eine Eiche               | Stieleiche  | 3632064 |
| BW   | Linde (Tilia)                        | Sorga 50° 52′ 54,7″ N, 9° 44′ 37,2″ O        | Eine Linde               | Linde       | 3632065 |